# Georgische Sozialistische Sowjetrepublik
Die Georgische Sozialistische Sowjetrepublik (Abkürzung GSSR, als Rückübersetzung aus dem Russischen auch Grusinische Sozialistische Sowjetrepublik genannt; georgisch საქართველოს საბჭოთა სოციალისტური რესპუბლიკა [sɑkʰɑrtʰvɛlɔs sɑbt͡ʃʼɔtʰɑ sɔt͡sʰɪɑlɪstʼʊrɪ rɛspʼʊblɪkʼɑ]; russisch Грузинская Советская Социалистическая Республика) war vom 25. Februar 1921 bis zur Erklärung der Unabhängigkeit am 1. April 1991 eine Unionsrepublik der Sowjetunion. Hauptstadt war Tiflis (ab 1936 offiziell Tbilissi). Am 15. November 1990 wurde sie in Georgische Republik umbenannt.

## Entwicklung

Verwaltungskarte Transkaukasiens (1957–1991)

Die Georgische SSR wurde nach dem Einmarsch der Roten Armee in die Demokratische Republik Georgien im Frühjahr 1921 gegründet. Von 1922 bis 1936 war sie Teil der Transkaukasischen SFSR. Von deren Auflösung 1936 bis 1991 war die Georgische SSR eine Unionsrepublik der Sowjetunion. Georgien war die einzige Sowjetrepublik, deren Verfassung eine Amtssprache vorsah, die georgische Sprache. Während der Herrschaft von Josef Stalin wurden sehr viele Georgier hingerichtet. Lawrenti Beria wurde der erste Sekretär des Zentralkomitees der Kommunistischen Partei Georgiens, Bogdan Kobulow war sein Innenminister.

## Verwaltungsgliederung
Auf dem Gebiet der Georgischen SSR lagen drei von ethnischen Minderheiten besiedelte Subjekte, die einen besonderen Verwaltungsstatus hatten. Dies waren
- die Abchasische Autonome Sozialistische Sowjetrepublik (entspricht heute der umstrittenen Republik Abchasien)
- die Adscharische Autonome Sozialistische Sowjetrepublik (entspricht heute der Autonomen Republik Adscharien innerhalb Georgiens) und
- das Südossetische Autonome Gebiet (entspricht heute dem umstrittenen Südossetien)

## Wirtschaft
Die Georgische SSR galt als die Unionsrepublik mit den besten Lebensverhältnissen. Westliche Beobachter nannten das Land die „Schweiz des Kaukasus“. Das subtropische Klima ermöglichte eine reiche Ernte landwirtschaftlicher Erzeugnisse. Georgien war in der UdSSR fast alleiniger Anbieter von Zitrusfrüchten und Tee. Georgischer Wein fand starken Absatz. Die Rebfläche stieg zwischen 1950 und 1985 von 58.000 auf 128.000 Hektar. Die jährliche Weinproduktion betrug Mitte der 1980er Jahre 800.000 Tonnen. Im Westen des Landes wurden Rinder gezüchtet, im Osten Schafe. Der Tourismus florierte: an der Schwarzmeerküste und im Gebirge entstanden Ferienheime und Sanatorien. Bekannte Ferienorte waren Sochumi, Gagra, Pizunda, Bordschomi und Bakuriani. Nach dem Zweiten Weltkrieg expandierten die Schwer- und Rüstungsindustrie.
Ein besonderes Merkmal der georgischen Wirtschaft war die persönliche Nebenwirtschaft. Die Hälfte der landwirtschaftlichen Produktion war privat. 70 % der Gesamternte und 30 % der Ernte von Zitrusfrüchten wurden vom nicht-staatlichen Sektor erbracht. Die Produktivität der Privatwirtschaft lag stets deutlich über der der staatlichen Betriebe. Äußere Zeichen waren eine erhöhte Dichte privater Kraftfahrzeuge in Georgien und die intensive Reisetätigkeit georgischer Bauern, die ihre Waren per Flugzeug auf die Märkte russischer Großstädte brachten.

## Der Zweite Weltkrieg
Als der Zweite Weltkrieg die nördliche Kaukasusregion erreicht hatte, wurde Georgien von dem Krieg stark beeinflusst. Von den ungefähr 750.000 Georgiern, die aktiv am Krieg beteiligt waren, starben 300.000. Die Wirtschaft war sehr geschwächt, Zulieferungen nach Russland fielen aus und es gab einen Mangel an Fachkräften, die Umstellung auf die Rüstungsindustrie schwächte die Wirtschaftsproduktion um 20 %. Erst nach dem Krieg, im Jahre 1947, konnten die Verhältnisse aus den Vorkriegsjahren wieder erreicht werden, mit Hilfe von deutschen Kriegsgefangenen wurde die Infrastruktur wiederhergestellt.